# Сташков Олег Веніамінович
Сташков Олег Веніамінович (нар. 4 квітня 1947, Чернівці — пом.18 серпня 2020, Київ, Україна) — радянський і український боксер, заслужений тренер України з боксу, член ради Громадської організації Земляцтво буковинців у м. Києві.

## Освіта
- 1965 - закінчив 10 класів Чернівецької середньої загальноосвітньої школи №35
- 1971 – Київський інститут народного господарства
- 1986 – Київський державний інститут фізичної культури
- 1988 – Вища  школа  тренерів при Державному Центральному інституті фізичної культури в Москві

## Спортивні досягнення
- 1968 – майстер спорту СРСР з боксу
- 1970 – майстер спорту СРСР міжнародного класу з боксу
- 2001 – заслужений тренер України з боксу
- протягом спортивної кар’єри став п’ятиразовим чемпіоном України та чотириразовим призером першості СРСР з боксу; працював тренером збірної команди України з боксу; був заступником директора Республіканської школи вищої спортивної майстерності в Києві, суддею професійного боксу міжнаціональної категорії, віце-президентом Національної ліги професійного боксу України.

Помер Олег Сташков 18 серпня 2020 року в м. Києві, місце поховання – Звіринецьке кладовище, Київ. 

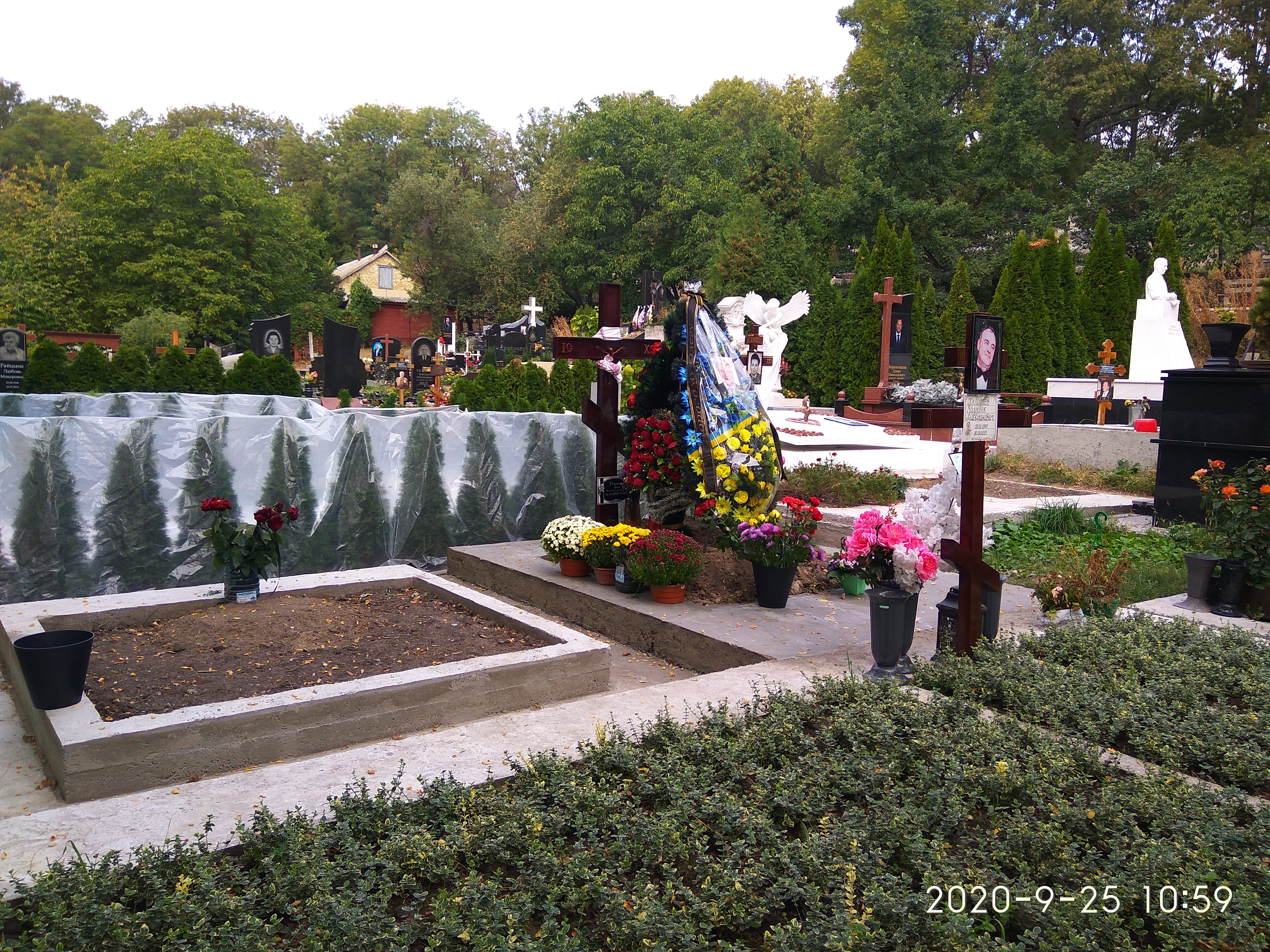
Могила Олега Сташкова